# Josephus Langius
Pour les articles homonymes, voir Langius, Lang, Joseph Lange (homonymie) et Lange.
Josephus Langius aussi Joseph Lang ou Lange (Kaysersberg, seconde moitié du XVIe siècle - Fribourg-en-Brisgau, vers 1630) est un philosophe et mathématicien allemand.

## Biographie
Josephus Langius naquit dans la seconde moitié du XVIe siècle à Kaysersberg, dans la Haute-Alsace. Il abjura le luthéranisme, et fut nommé, peu de temps après, professeur de grec et de mathématiques au collège de Fribourg-en-Brisgau. Il s’acquitta de cette double fonction avec assez de succès, et mourut vers 1630.

## Œuvres
Outre des éditions de Martial (Paris, 1601, in-4°), de Perse et de Juvénal (Fribourg, 1608, in-8°), on a de lui :
- Adagia sive sententiæ proverbiales, grec-latin-allemand (Strasbourg, 1598) ;
- De obitu Georgii Calamini ode, Strasbourg, 1597, in-4° ;
- Florilegium, ibid., 1598, in-8°. C’est un recueil alphabétique de sentences, d’apophtegmes, de comparaisons, d’exemples et d’hiéroglyphes.
- Polyanthea nova, Genève, 1600, in-fol ; Lyon, 1604 ; Francfort, 1607. C’est une compilation du même genre que la précédente. Il avait déjà paru deux ouvrages sous le même titre, l’un de Domenicus Nanus Mirabellius (1512), et l’autre de Maternus Cholinus, libraire à Cologne (1585) ; c’est pour cette raison que Langius intitula le sien Polyanthea nova. Il y en a un quatrième : Polyanthea novissima, et un cinquième : Florilegium magnum seu Polyanthea, etc., Lyon, 1659, 2 tom. in-fol. (voy. le Dict. de Bayle, art. Langius). Lange avait négligé d’indiquer les sources où il avait puisé. Les dernières éditions données avec des augmentations et des corrections par François Sylvius (Du Bois), de Lille, sont exemptes de ce défaut.
- Odæ Horatii in locos communes digestæ, Hanau,1605, in-8° ; ibid., 1614 ;
- Anthologia sive Florilegium rerum et materiarum selectarum ex probatis scriptoribus collecta, Strasbourg, 1615, in-8° ; avec des additions, ibid., 1662, in-8° ;
- Tyrocinium græcarum litterarum, Fribourg, 1607, in-8° ;
- Elementale mathematicum logisticæ, astronomicæ et theoreticæ planetarum, Fribourg, 1612, in-4° ; ibid., 1627. Isaac Habrecht en a donné une édition avec des notes et des planches, Strasbourg, 1625.